# Fatih Üçüncü
Fatih Üçüncü (ur. 14 marca 1989 roku) – turecki zapaśnik walczący w stylu klasycznym.
Zajął 21. miejsce na mistrzostwach świata w 2014. Brązowy medalista mistrzostw Europy w 2012 i 2014. Wicemistrz igrzysk śródziemnomorskich w 2013. Dziesiąty na igrzyskach europejskich w 2015. Trzeci na uniwersyteckich MŚ w 2014. Trzeci w Pucharze Świata w 2016; czwarty w 2013 i dziewiąty w 2012 roku.